# Gare de Ballan
La gare de Ballan est une halte ferroviaire française de la ligne des Sables-d'Olonne à Tours, située sur le territoire de la commune de Ballan-Miré, dans le département d'Indre-et-Loire, en région Centre-Val de Loire.
C'est une halte voyageurs de la Société nationale des chemins de fer français (SNCF), desservie par des trains TER Centre-Val de Loire.

## Situation ferroviaire
La gare de Ballan est située au point kilométrique (PK) 240,672 de la ligne des Sables-d'Olonne à Tours, entre les gares de Druye et Joué-lès-Tours.

## Service des voyageurs

### Accueil
Halte SNCF, c'est un point d'arrêt non géré (PANG) à entrée libre.

### Desserte
Ballan est desservie par des trains TER Centre-Val de Loire, circulant entre Tours et Chinon.

### Intermodalité
Un parc à vélos et un parking pour les véhicules sont aménagés.
Les lignes du réseau de bus Fil bleu 30 et 31 desservent cette gare.